# Gran Premio di superbike di Lausitz 2007
Il Gran Premio di superbike di Lausitz 2007 è stato l'undicesima prova su tredici del campionato mondiale Superbike 2007, disputato il 9 settembre sul circuito di Lausitz, in gara 1 ha visto la vittoria di Noriyuki Haga davanti a Max Biaggi e Troy Corser, la gara 2 è stata vinta da Troy Bayliss che ha preceduto Noriyuki Haga e Max Biaggi.
La vittoria nella gara valevole per il campionato mondiale Supersport 2007 è stata ottenuta da Broc Parkes, mentre la gara della Superstock 1000 FIM Cup viene vinta da Didier Van Keymeulen e quella del campionato Europeo della classe Superstock 600 da Vincent Lonbois.
Dopo questa edizione, nel 2008 la prova tedesca del mondiale Superbike viene spostata al Nürburgring, pertanto questo circuito viene rimosso dal calendario, per poi rientrarvi nel campionato mondiale Superbike 2016.

## Risultati

### Gara 1

#### Arrivati al traguardo[6]
| Pos. | Nº  | Pilota             | Squadra                     | Motocicletta        | Giri | Tempo     | Griglia | Punti |
| ---- | --- | ------------------ | --------------------------- | ------------------- | ---- | --------- | ------- | ----- |
| 1º   | 41  | Noriyuki Haga      | Yamaha Motor Italia         | Yamaha YZF-R1       | 24   | 40:02.923 | 8º      | 25    |
| 2º   | 3   | Max Biaggi         | Alstare Suzuki Corona Extra | Suzuki GSX-R1000 K7 | 24   | +0:11.007 | 5º      | 20    |
| 3º   | 11  | Troy Corser        | Yamaha Motor Italia         | Yamaha YZF-R1       | 24   | +0:11.628 | 4º      | 16    |
| 4º   | 21  | Troy Bayliss       | Ducati Xerox                | Ducati 999 F07      | 24   | +0:22.156 | 3º      | 13    |
| 5º   | 44  | Roberto Rolfo      | Hannspree Ten Kate Honda    | Honda CBR1000RR     | 24   | +0:26.082 | 10º     | 11    |
| 6º   | 55  | Régis Laconi       | Kawasaki PSG-1 Corse        | Kawasaki ZX-10R     | 24   | +0:26.381 | 2º      | 10    |
| 7º   | 10  | Fonsi Nieto        | Kawasaki PSG-1 Corse        | Kawasaki ZX-10R     | 24   | +0:36.870 | 1º      | 9     |
| 8º   | 57  | Lorenzo Lanzi      | Ducati Xerox                | Ducati 999 F07      | 24   | +0:43.465 | 11º     | 8     |
| 9º   | 52  | James Toseland     | Hannspree Ten Kate Honda    | Honda CBR1000RR     | 24   | +0:44.258 | 7º      | 7     |
| 10º  | 31  | Karl Muggeridge    | Alto Evolution Honda        | Honda CBR1000RR     | 24   | +0:45.233 | 14º     | 6     |
| 11º  | 38  | Shin'ichi Nakatomi | Yamaha YZF                  | Yamaha YZF-R1       | 24   | +0:52.553 | 15º     | 5     |
| 12º  | 111 | Rubén Xaus         | Team Sterilgarda            | Ducati 999 F06      | 24   | +1:01.959 | 6º      | 4     |
| 13º  | 96  | Jakub Smrž         | Caracchi Ducati SC          | Ducati 999 F05      | 24   | +1:17.989 | 17º     | 3     |
| 14º  | 99  | Steve Martin       | Celani Team Suzuki Italia   | Suzuki GSX-R1000 K6 | 24   | +1:19.224 | 18º     | 2     |
| 15º  | 32  | Yoann Tiberio      | Alto Evolution Honda        | Honda CBR1000RR     | 24   | +1:36.627 | 19º     | 1     |
| 16º  | 36  | Jiří Drazdak       | Yamaha Jr. Pro SBK Racing   | Yamaha YZF-R1       | 24   | +1:36.879 | 21º     |       |

#### Ritirati
| Nº | Pilota          | Squadra                    | Motocicletta        | Giri | Griglia |
| -- | --------------- | -------------------------- | ------------------- | ---- | ------- |
| 42 | Dean Ellison    | Team Pedercini             | Ducati 999RS        | 14   | 22º     |
| 22 | Luca Morelli    | D.F.X. Corse               | Honda CBR1000RR     | 10   | 20º     |
| 84 | Michel Fabrizio | D.F.X. Corse               | Honda CBR1000RR     | 9    | 12º     |
| 76 | Max Neukirchner | Suzuki Germany             | Suzuki GSX-R1000 K6 | 6    | 9º      |
| 45 | Martin Bauer    | Holzhauer Racing Promotion | Honda CBR1000RR     | 6    | 13º     |

### Gara 2

#### Arrivati al traguardo[7]
| Pos. | Nº  | Pilota             | Squadra                     | Motocicletta        | Giri | Tempo     | Griglia | Punti |
| ---- | --- | ------------------ | --------------------------- | ------------------- | ---- | --------- | ------- | ----- |
| 1º   | 21  | Troy Bayliss       | Ducati Xerox                | Ducati 999 F07      | 24   | 39:49.291 | 3º      | 25    |
| 2º   | 41  | Noriyuki Haga      | Yamaha Motor Italia         | Yamaha YZF-R1       | 24   | +0:01.353 | 8º      | 20    |
| 3º   | 3   | Max Biaggi         | Alstare Suzuki Corona Extra | Suzuki GSX-R1000 K7 | 24   | +0:13.001 | 5º      | 16    |
| 4º   | 52  | James Toseland     | Hannspree Ten Kate Honda    | Honda CBR1000RR     | 24   | +0:14.641 | 7º      | 13    |
| 5º   | 11  | Troy Corser        | Yamaha Motor Italia         | Yamaha YZF-R1       | 24   | +0:15.210 | 4º      | 11    |
| 6º   | 111 | Rubén Xaus         | Team Sterilgarda            | Ducati 999 F06      | 24   | +0:25.830 | 6º      | 10    |
| 7º   | 44  | Roberto Rolfo      | Hannspree Ten Kate Honda    | Honda CBR1000RR     | 24   | +0:29.752 | 10º     | 9     |
| 8º   | 10  | Fonsi Nieto        | Kawasaki PSG-1 Corse        | Kawasaki ZX-10R     | 24   | +0:29.947 | 1º      | 8     |
| 9º   | 76  | Max Neukirchner    | Suzuki Germany              | Suzuki GSX-R1000 K6 | 24   | +0:30.552 | 9º      | 7     |
| 10º  | 31  | Karl Muggeridge    | Alto Evolution Honda        | Honda CBR1000RR     | 24   | +0:33.815 | 14º     | 6     |
| 11º  | 55  | Régis Laconi       | Kawasaki PSG-1 Corse        | Kawasaki ZX-10R     | 24   | +0:39.323 | 2º      | 5     |
| 12º  | 57  | Lorenzo Lanzi      | Ducati Xerox                | Ducati 999 F07      | 24   | +0:42.592 | 11º     | 4     |
| 13º  | 84  | Michel Fabrizio    | D.F.X. Corse                | Honda CBR1000RR     | 24   | +0:50.755 | 12º     | 3     |
| 14º  | 99  | Steve Martin       | Celani Team Suzuki Italia   | Suzuki GSX-R1000 K6 | 24   | +0:53.598 | 18º     | 2     |
| 15º  | 38  | Shin'ichi Nakatomi | Yamaha YZF                  | Yamaha YZF-R1       | 24   | +0:56.284 | 15º     | 1     |
| 16º  | 96  | Jakub Smrž         | Caracchi Ducati SC          | Ducati 999 F05      | 24   | +0:57.818 | 17º     |       |
| 17º  | 45  | Martin Bauer       | Holzhauer Racing Promotion  | Honda CBR1000RR     | 24   | +1:18.407 | 13º     |       |
| 18º  | 32  | Yoann Tiberio      | Alto Evolution Honda        | Honda CBR1000RR     | 24   | +1:32.030 | 19º     |       |
| 19º  | 36  | Jiří Drazdak       | Yamaha Jr. Pro SBK Racing   | Yamaha YZF-R1       | 24   | +1:36.702 | 21º     |       |

#### Ritirati
| Nº | Pilota       | Squadra        | Motocicletta    | Giri | Griglia |
| -- | ------------ | -------------- | --------------- | ---- | ------- |
| 22 | Luca Morelli | D.F.X. Corse   | Honda CBR1000RR | 7    | 20º     |
| 42 | Dean Ellison | Team Pedercini | Ducati 999RS    | 2    | 22º     |

### Supersport

#### Arrivati al traguardo[3]
| Pos. | Nº  | Pilota                | Squadra                      | Motocicletta    | Giri | Tempo     | Griglia | Punti |
| ---- | --- | --------------------- | ---------------------------- | --------------- | ---- | --------- | ------- | ----- |
| 1º   | 23  | Broc Parkes           | Yamaha World SSP Racing      | Yamaha YZF-R6   | 23   | 39'25.235 | 3º      | 25    |
| 2º   | 54  | Kenan Sofuoğlu        | Hannspree Ten Kate Honda     | Honda CBR600RR  | 23   | +1.987    | 2º      | 20    |
| 3º   | 81  | Matthieu Lagrive      | Intermoto Czech              | Honda CBR600RR  | 23   | + 23.435  | 5º      | 16    |
| 4º   | 18  | Craig Jones           | Revè Ekerold Honda Racing    | Honda CBR600RR  | 23   | + 27.912  | 15º     | 13    |
| 5º   | 6   | Tommy Hill            | Yamaha World SSP Racing      | Yamaha YZF-R6   | 23   | + 29.090  | 7º      | 11    |
| 6º   | 94  | David Checa           | Yamaha - GMT 94              | Yamaha YZF-R6   | 23   | + 29.286  | 8º      | 10    |
| 7º   | 55  | Massimo Roccoli       | Yamaha Lorenzini by Leoni    | Yamaha YZF-R6   | 23   | + 29.299  | 17º     | 9     |
| 8º   | 26  | Joan Lascorz          | Glaner Motocard.com          | Honda CBR600RR  | 23   | + 32.114  | 9º      | 8     |
| 9º   | 16  | Sébastien Charpentier | Hannspree Ten Kate Honda     | Honda CBR600RR  | 23   | + 39.210  | 1º      | 7     |
| 10º  | 77  | Barry Veneman         | Pioneer Hoegee Suzuki Racing | Suzuki GSX-R600 | 23   | + 41.226  | 14º     | 6     |
| 11º  | 69  | Gianluca Nannelli     | Caracchi Ducati SC           | Ducati 749R     | 23   | + 41.520  | 20º     | 5     |
| 12º  | 194 | Sébastien Gimbert     | Yamaha - GMT 94              | Yamaha YZF-R6   | 23   | + 42.239  | 10º     | 4     |
| 13º  | 45  | Gianluca Vizziello    | RG Team                      | Yamaha YZF-R6   | 23   | + 43.801  | 16º     | 3     |
| 14º  | 116 | Simone Sanna          | Racing Team Parkalgar        | Honda CBR600RR  | 23   | + 53.049  | 11º     | 2     |
| 15º  | 33  | Stefan Nebel          | Lightspeed Kawasaki Supp.    | Kawasaki ZX-6R  | 23   | + 56.907  | 25º     | 1     |
| 16º  | 125 | Joshua Brookes        | Stiggy Motorsport Honda      | Honda CBR600RR  | 23   | + 58.935  | 13º     |       |
| 17º  | 7   | Pere Riba             | Gil Motor Sport              | Kawasaki ZX-6R  | 23   | +1'02.264 | 12º     |       |
| 18º  | 38  | Grégory Leblanc       | Vazy Racing                  | Honda CBR600RR  | 23   | +1'09.748 | 24º     |       |
| 19º  | 10  | Arturo Tizón          | Yamaha Spain                 | Yamaha YZF-R6   | 23   | +1'11.200 | 28º     |       |
| 20º  | 44  | David Salom           | Yamaha Spain                 | Yamaha YZF-R6   | 23   | +1'11.453 | 27º     |       |
| 21º  | 181 | Graeme Gowland        | Benjan Motoren               | Honda CBR600RR  | 23   | +1'14.074 | 30º     |       |
| 22º  | 169 | Julien Enjolras       | Tati Team Beaujolais Racing  | Yamaha YZF-R6   | 23   | +1'23.873 | 26º     |       |
| 23º  | 61  | Rigo Richter          | Benjan Motoren               | Honda CBR600RR  | 23   | +1'25.266 | 29º     |       |
| 24º  | 31  | Vesa Kallio           | Pioneer Hoegee Suzuki Racing | Suzuki GSX-R600 | 23   | +1'37.353 | 6º      |       |
| 25º  | 62  | Nicklas Cajback       | Benjan Motoren               | Honda CBR600RR  | 22   | + 1 giro  | 33º     |       |

#### Ritirati
| Nº | Pilota            | Squadra                | Motocicletta   | Giri | Griglia |
| -- | ----------------- | ---------------------- | -------------- | ---- | ------- |
| 4  | Lorenzo Alfonsi   | Althea Honda           | Honda CBR600RR | 19   | 21º     |
| 9  | Fabien Foret      | Gil Motor Sport        | Kawasaki ZX-6R | 16   | 18º     |
| 46 | Jesco Günther     | CRS Grand Prix         | Honda CBR600RR | 13   | 32º     |
| 21 | Katsuaki Fujiwara | Althea Honda           | Honda CBR600RR | 9    | 4º      |
| 17 | Miguel Praia      | Racing Team Parkalgar  | Honda CBR600RR | 6    | 31º     |
| 35 | Gilles Boccolini  | PMS Kawasaki Supported | Kawasaki ZX-6R | 5    | 22º     |
| 71 | Mauro Sanchini    | Intermoto Czech        | Honda CBR600RR | 5    | 23º     |
| 12 | Javier Forés      | HP Racing              | Honda CBR600RR | 5    | 34º     |
| 60 | Vladimir Ivanov   | Vector Racing          | Yamaha YZF-R6  | 1    | 19º     |

### Superstock 1000

#### Arrivati al traguardo
| Pos. | Nº  | Pilota               | Squadra                     | Motocicletta        | Giri | Tempo     | Griglia | Punti |
| ---- | --- | -------------------- | --------------------------- | ------------------- | ---- | --------- | ------- | ----- |
| 1º   | 83  | Didier Van Keymeulen | TTSL-MGM Racing             | Yamaha YZF-R1       | 14   | 24'20.075 | 3º      | 25    |
| 2º   | 59  | Niccolò Canepa       | Ducati Xerox Junior         | Ducati 1098S        | 14   | +0.194    | 1º      | 20    |
| 3º   | 71  | Claudio Corti        | Yamaha Team Italia          | Yamaha YZF-R1       | 14   | +0.527    | 2º      | 16    |
| 4º   | 3   | Mark Aitchison       | Celani Team Suzuki Italia   | Suzuki GSX-R1000 K6 | 14   | +0.556    | 11º     | 13    |
| 5º   | 19  | Xavier Siméon        | Alstare Suzuki Corona Extra | Suzuki GSX-R1000 K6 | 14   | +2.410    | 4º      | 11    |
| 6º   | 49  | Arne Tode            | Racing Dirk Van Mol         | Honda CBR1000RR     | 14   | +6.044    | 7º      | 10    |
| 7º   | 86  | Ayrton Badovini      | Biassono Racing             | MV Agusta F4 312 R  | 14   | +9.485    | 6º      | 9     |
| 8º   | 15  | Matteo Baiocco       | Umbria Bike                 | Yamaha YZF-R1       | 14   | +9.658    | 15º     | 8     |
| 9º   | 57  | Ilario Dionisi       | Cruciani Moto Suzuki Italia | Suzuki GSX-R1000 K7 | 14   | +11.106   | 5º      | 7     |
| 10º  | 25  | Dario Giuseppetti    | MGM Racing Performance      | Yamaha YZF-R1       | 14   | +13.086   | 10º     | 6     |
| 11º  | 44  | René Mähr            | Vd Heyden Motors Yamaha     | Yamaha YZF-R1       | 14   | +19.819   | 14º     | 5     |
| 12º  | 32  | Sheridan Morais      | Team Pedercini              | Ducati 1098S        | 14   | +20.115   | 16º     | 4     |
| 13º  | 96  | Matěj Smrž           | MS Racing                   | Honda CBR1000RR     | 14   | +20.442   | 12º     | 3     |
| 14º  | 99  | Danilo Dell'Omo      | UnionBike Gimotorsport      | MV Agusta F4 312 R  | 14   | +27.882   | 13º     | 2     |
| 15º  | 33  | Marko Rohtlaan       | Azione Corse                | Honda CBR1000RR     | 14   | +28.010   | 19º     | 1     |
| 16º  | 155 | Brendan Roberts      | Ducati Xerox Junior         | Ducati 1098S        | 14   | +28.178   | 8º      |       |
| 17º  | 23  | Cedric Tangre        | Yohann Moto Sport           | Suzuki GSX-R1000 K7 | 14   | +28.479   | 22º     |       |
| 18º  | 34  | Balázs Németh        | Full-Gas Racing             | Suzuki GSX-R1000 K6 | 14   | +29.153   | 18º     |       |
| 19º  | 56  | Daniel Sutter        | Peko Racing                 | Yamaha YZF-R1       | 14   | +29.634   | 17º     |       |
| 20º  | 10  | Franck Millet        | Biassono Racing             | MV Agusta F4 312 R  | 14   | +38.680   | 23º     |       |
| 21º  | 22  | Allard Kerkhoven     | Team Oliveira               | Yamaha YZF-R1       | 14   | +40.881   | 28º     |       |
| 22º  | 24  | Marko Jerman         | DBR Racing                  | Yamaha YZF-R1       | 14   | +41.124   | 21º     |       |
| 23º  | 75  | Luka Nedog           | Ducati SC Caracchi          | Ducati 1098S        | 14   | +44.158   | 31º     |       |
| 24º  | 42  | Leonardo Biliotti    | Revolution - UnionBike      | MV Agusta F4 312 R  | 14   | +44.166   | 24º     |       |
| 25º  | 88  | Timo Gieseler        | MGM Racing Performance      | Yamaha YZF-R1       | 14   | +44.508   | 29º     |       |
| 26º  | 18  | Matt Bond            | Mist Suzuki                 | Suzuki GSX-R1000 K6 | 14   | +46.139   | 34º     |       |
| 27º  | 134 | Greg Gildenhuys      | Team Pedercini              | Ducati 1098S        | 14   | +46.472   | 25º     |       |
| 28º  | 13  | Viktor Kispataki     | Full-Gas Racing             | Suzuki GSX-R1000 K6 | 14   | +57.652   | 30º     |       |
| 29º  | 21  | Wim van den Broeck   | Zone Rouge                  | Yamaha YZF-R1       | 14   | +1'06.831 | 35º     |       |
| 30º  | 37  | Raffaele Filice      | Celani Team Suzuki Italia   | Suzuki GSX-R1000 K6 | 14   | +1'07.869 | 36º     |       |
| 31º  | 5   | Bram Appelo          | EAB Ten Kate Honda          | Honda CBR1000RR     | 14   | +1'13.804 | 32º     |       |
| 32º  | 29  | Niccolò Rosso        | EVR Corse                   | MV Agusta F4 312 R  | 14   | +1'21.970 | 37º     |       |

#### Ritirati
| Nº | Pilota             | Squadra            | Motocicletta    | Giri | Griglia |
| -- | ------------------ | ------------------ | --------------- | ---- | ------- |
| 51 | Michele Pirro      | Yamaha Team Italia | Yamaha YZF-R1   | 10   | 9º      |
| 58 | Robert Gianfardoni | RG Team            | Yamaha YZF-R1   | 10   | 38º     |
| 14 | Lorenzo Baroni     | Team Sterilgarda   | Ducati 1098S    | 5    | 33º     |
| 55 | Olivier Depoorter  | Zone Rouge         | Yamaha YZF-R1   | 4    | 27º     |
| 77 | Barry Burrell      | MS Racing          | Honda CBR1000RR | 4    | 20º     |
| 38 | Manuel Hernández   | DBR Racing         | Yamaha YZF-R1   | 1    | 26º     |

### Superstock 600

#### Arrivati al traguardo
| Pos. | Nº  | Pilota               | Squadra                       | Motocicletta    | Giri | Tempo     | Griglia | Punti |
| ---- | --- | -------------------- | ----------------------------- | --------------- | ---- | --------- | ------- | ----- |
| 1º   | 55  | Vincent Lonbois      | MTM Racing                    | Suzuki GSX-600R | 11   | 23'35.097 | 13º     | 25    |
| 2º   | 199 | Gregg Black          | Capaul Black Racing           | Yamaha YZF-R6   | 11   | +5.506    | 4º      | 20    |
| 3º   | 69  | Ondřej Ježek         | Gold Fren Team Erinac         | Kawasaki ZX-6RR | 11   | +45.007   | 10º     | 16    |
| 4º   | 14  | Dane Hellyer         | Lightspeed-Kawasaki Supported | Kawasaki ZX-6RR | 11   | +46.247   | 25º     | 13    |
| 5º   | 4   | Mathieu Gines        | Peko Racing                   | Yamaha YZF-R6   | 11   | +58.007   | 9º      | 11    |
| 6º   | 21  | Maxime Berger        | Team Trasimeno                | Yamaha YZF-R6   | 11   | +1'00.471 | 2º      | 10    |
| 7º   | 10  | Leon Hunt            | CRS Grand Prix                | Honda CBR600RR  | 11   | +1'02.387 | 22º     | 9     |
| 8º   | 28  | Yannick Guerra       | Holiday Gym SBK               | Yamaha YZF-R6   | 11   | +1'04.751 | 19º     | 8     |
| 9º   | 24  | Daniele Beretta      | Cruciani Moto Suzuki Italia   | Suzuki GSX-600R | 11   | +1'08.785 | 7º      | 7     |
| 10º  | 8   | Andrea Antonelli     | Italia Megabike AX 52         | Honda CBR600RR  | 11   | +1'35.456 | 6º      | 6     |
| 11º  | 91  | Hampus Johansson     | Hanson Motorsport             | Yamaha YZF-R6   | 11   | +1'41.049 | 27º     | 5     |
| 12º  | 119 | Michele Magnoni      | Bevilacqua Corse              | Yamaha YZF-R6   | 11   | +1'47.220 | 16º     | 4     |
| 13º  | 66  | Branko Srdanov       | MQP Racing                    | Yamaha YZF-R6   | 11   | +1'48.535 | 30º     | 3     |
| 14º  | 47  | Eddi La Marra        | Team Lorini                   | Honda CBR600RR  | 11   | +1'49.272 | 26º     | 2     |
| 15º  | 99  | Roy Ten Napel        | MQP Racing                    | Yamaha YZF-R6   | 11   | +1'50.265 | 1º      | 1     |
| 16º  | 112 | Josep Pedró Subirats | Yamaha Spain                  | Yamaha YZF-R6   | 11   | +1'53.419 | 28º     |       |
| 17º  | 34  | Jay Dunn             | Rumi Azione Corse             | Honda CBR600RR  | 10   | +1 giro   | 18º     |       |
| 18º  | 22  | Gabriele Poma        | Team Trasimeno                | Yamaha YZF-R6   | 10   | +1 giro   | 29º     |       |

#### Ritirati
| Nº  | Pilota            | Squadra                       | Motocicletta    | Giri | Griglia |
| --- | ----------------- | ----------------------------- | --------------- | ---- | ------- |
| 31  | Giuseppe Barone   | O SIX                         | Honda CBR600RR  | 9    | 20º     |
| 81  | Patrik Vostarek   | Intermoto Czech Klaffi        | Honda CBR600RR  | 9    | 3º      |
| 44  | Gino Rea          | Beowulf Racing.com            | Suzuki GSX-600R | 8    | 24º     |
| 25  | Ryan Taylor       | Lightspeed-Kawasaki Supported | Kawasaki ZX-6RR | 7    | 32º     |
| 43  | Daniele Rossi     | Rumi Azione Corse             | Honda CBR600RR  | 7    | 14º     |
| 57  | Kenny Tirsgaard   | TKR Suzuki Switzerland        | Suzuki GSX-600R | 7    | 23º     |
| 111 | Michal Sembera    | EAB Ten Kate Honda            | Honda CBR600RR  | 6    | 15º     |
| 27  | Chris Leeson      | Mist Suzuki                   | Suzuki GSX-600R | 6    | 12º     |
| 7   | Renato Costantini | Italia Megabike AX 52         | Honda CBR600RR  | 5    | 11º     |
| 114 | Nicolas Pirot     | Zone Rouge                    | Yamaha YZF-R6   | 3    | 31º     |
| 30  | Michaël Savary    | Millet Yamaha                 | Yamaha YZF-R6   | 1    | 5º      |
| 48  | Vladimir Leonov   | Vector Racing Yamaha          | Yamaha YZF-R6   | 1    | 17º     |
| 20  | Sylvain Barrier   | Coutelle Junior               | Yamaha YZF-R6   | 0    | 21º     |

#### Squalificato
| Nº | Pilota     | Squadra          | Motocicletta  | Giri | Griglia |
| -- | ---------- | ---------------- | ------------- | ---- | ------- |
| 3  | Kevin Wahr | Orange Shark DMV | Yamaha YZF-R6 | 11   | 8º      |